# Carlos Alberto Seixas
Carlos Alberto Seixas (* 15. Dezember 1959 in São Paulo) ist ein ehemaliger brasilianischer Fußballspieler auf der Position eines Stürmers, der gegenwärtig als Fußballtrainer tätig ist.

## Laufbahn
Seixas begann seine Profikarriere in den späten 1970er Jahren bei seinem „Heimatverein“ SE Palmeiras und wechselte in den frühen 1980er Jahren zum Cruzeiro EC. Nach einigen weiteren Stationen in Brasilien wechselte Seixas 1988 zum Club América in die mexikanische Liga und konnte mit den Americanistas den bereits in der Vorsaison gewonnenen Meistertitel erfolgreich verteidigen. Anschließend spielte er noch für die mexikanischen Vereine CF Atlante und Querétaro FC sowie den salvadorianischen Erstligisten CD FAS, bevor er nach Brasilien zurückging und seine aktive Laufbahn in Diensten des Grêmio Esportivo Sãocarlense beendete.
Seither ist Seixas als Trainer tätig und betreute unter anderem im Jahr 2015 den in der brasilianischen Segunda Divisão spielenden Verein Assisense.

## Erfolge
- Mexikanischer Meister: 1988/89